# Stephan Elliott

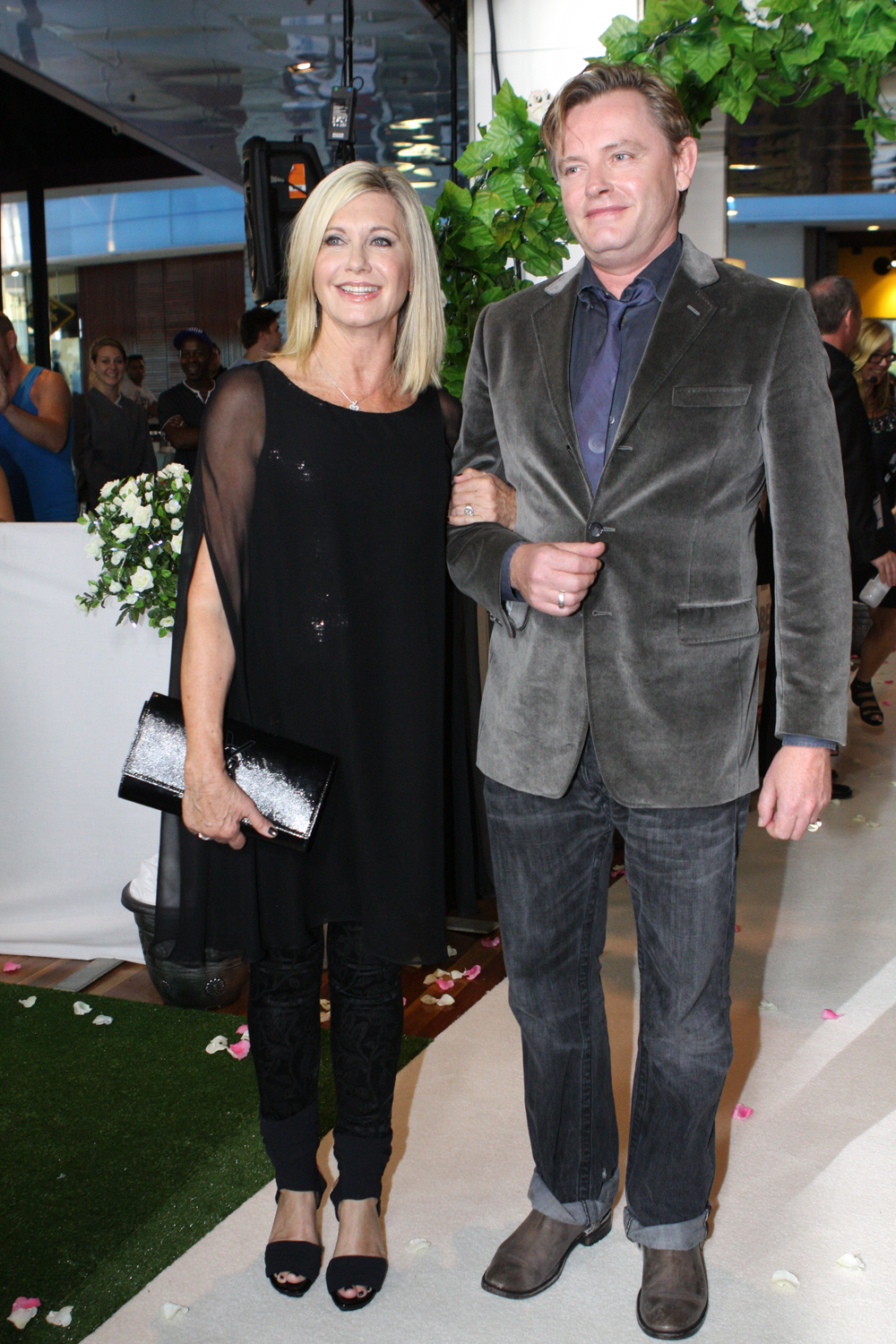
Olivia Newton-John und Stephan Elliott (2012)

Stephan Elliott (* 27. August 1964 in Sydney, Australien) ist ein australischer Filmregisseur und Drehbuchautor.

## Leben und Werk
Elliott begann Mitte der 1980er Jahre bei australischen Film- und Fernsehproduktionen als Set-Runner und arbeitete sich zum 3. und 2. Regieassistenten hoch. Er begann eigene Kurzfilme zu drehen und verfasste 1992 gemeinsam mit der Filmproduzentin, Regisseurin und Schauspielerin Rebel Penfold-Russell sein erstes Drehbuch für den Fernsehfilm Resting Place, bei dem Penfold-Russell auch Regie führte. Seither blieb sie Elliott als Schauspielerin und Filmproduzentin bei dessen eigenen Projekten verbunden. 1993 legte Elliott mit Frauds seine erste eigene Regiearbeit vor und verfasste auch das Drehbuch. Die Kriminalkomödie um einen gigantischen Versicherungsbetrug mit Phil Collins und Hugo Weaving machte Elliott international bekannt, wurde auf mehreren Festivals gezeigt und auf dem Filmfestival Cannes für die Goldene Palme nominiert. 1994 erzielte er seinen künstlerischen Durchbruch mit Priscilla – Königin der Wüste, einem schrägen Road Movie um drei transgeschlechtliche Travestiekünstler im australischen Outback mit Terence Stamp, Hugo Weaving und Guy Pearce in den Hauptrollen. Der Low-Budget-Film wurde ein internationaler Erfolg, erhielt zahlreiche Nominierungen und Preise, unter anderen einen Oscar für das beste Kostümdesign und den Publikumspreis in Cannes. Nach eigenen Angaben war dies der einzige Film, bei dem Elliott das Recht auf den Final Cut hatte.
Der Regisseur übersiedelte nach London und begann, mit größeren Produktionsgesellschaften mit höheren Budgets zusammenzuarbeiten. 1997 übernahm er die Regie bei der britisch-australischen Co-Produktion Welcome to Woop Woop, bei der er, anders als bei vorherigen Projekten, nur noch wenig zum Drehbuch beisteuern konnte. Der Film mit Johnathon Schaech und Rod Taylor in den Hauptrollen handelt von einem smarten Hochstapler, den es in ein Dorf mit verschrobenen Einheimischen im australischen Outback verschlägt. Der Film, der unter chaotischen Verhältnissen gedreht wurde und unfertig außer Konkurrenz zum Filmfestival in Cannes geschickt wurde, wurde ausgebuht und geriet zu einem finanziellen Misserfolg. 1999 kam der Film Das Auge als australisch-britisch-kanadische Co-Produktion in die Kinos. Der Psychothriller um eine Serienmörderin (Ashley Judd) und einen Privatdetektiv (Ewan McGregor) wurde zwar von der Kritik gelobt und auf dem Brussels International Fantastic Film Festival mit dem Silbernen Raben ausgezeichnet, wurde jedoch zum Flop an der Kinokasse. Nachdem Filminvestoren aus Hollywood noch während der Dreharbeiten abgesprungen waren, hatte Elliott seine gesamten Ersparnisse in das Projekt gesteckt. Nachher war er ruiniert und mittellos und zog sich aus dem Filmgeschäft zurück.
Von Jugend an ein passionierter Skifahrer, verdiente er während der folgenden Jahre seinen Lebensunterhalt als Skilehrer in verschiedenen Skiregionen, zuletzt in den französischen Alpen. 2004 stürzte er dort beim Skifahren einen Felsabhang hinunter und brach sich in einem beinahe tödlichen Unfall Rücken, Becken und Beine. Während der fast vier Jahre währenden Krankenhaus- und Rehabilitationszeit wurden seinem Körper insgesamt 11 Implantate aus Titan eingesetzt. In dieser Zeit konnten ihn alte Freunde aus der Filmbranche überreden, wieder an einem neuen Filmprojekt zu arbeiten. Auf dem Krankenlager schrieb er gemeinsam mit der australischen Journalistin und Drehbuchautorin Sheridan Jobbins das Drehbuch für die Gesellschaftssatire Easy Virtue – Eine unmoralische Ehefrau nach einem Theaterstück von Noël Coward. Nach der Entlassung aus der Reha drehte Elliott den britischen Independent-Film mit Jessica Biel, Ben Barnes, Colin Firth und Kristin Scott Thomas in den Hauptrollen. Er wurde auf internationalen Filmfestivals in aller Welt gezeigt, erhielt ausführliche Kritiken und wurde ein internationaler Erfolg an der Kinokasse. Seither arbeitet Stephan Elliott an mehreren Filmprojekten. Er schrieb das Drehbuch zu seinem Film Priscilla zu einem Theaterstück um, das 2007 in Sydney Uraufführung hatte und seither in Melbourne, Auckland und London erfolgreich auf die Bühne kam.

## Bemerkungen
Wie Alfred Hitchcock liebt es Elliott, in seinen Filmen in Cameo-Auftritten ins Bild zu kommen. So ist er in Priscilla als Türsteher, in Woop Woop als Truckfahrer und in Easy Virtue als Partygast zu sehen.

## Filmografie (Auswahl)
- 1993: Ein schräger Vogel (Frauds)
- 1994: Priscilla – Königin der Wüste (The Adventures of Priscilla, Queen of the Desert)
- 1997: Welcome to Woop Woop
- 1999: Das Auge (Eye of the Beholder)
- 2008: Easy Virtue – Eine unmoralische Ehefrau (Easy Virtue)
- 2011: Die Trauzeugen (A Few Best Men)